# Hypsiboas stellae
Espèce
Statut de conservation UICN

 LC  : Préoccupation mineure
Hypsiboas stellae est une espèce d'amphibiens de la famille des Hylidae.

## Répartition
Cette espèce est endémique de l'État du Rio Grande do Sul au Brésil. Elle se rencontre entre 200 et 600 m d'altitude sur le plateau Araucaria,.

## Description
Les 9 spécimens adultes mâles observés lors de la description originale mesurent entre 40,7 mm et 49,9 mm de longueur standard.

## Étymologie
Cette espèce est nommée en l'honneur de l'entreprise Stellae Limited en raison de son action pour la biodiversité.

## Publication originale
- Kwet, 2008 : New species of Hypsiboas (Anura: Hylidae) in the pulchellus group from southern Brazil. Salamandra, vol. 44, no 1, p. 1-14 (texte intégral).